# 许尔特市镇
许尔特市镇（瑞典語：Hylte kommun）是瑞典西南部哈兰省的一个市镇。其治所位于工业城市许尔特布吕克。